# Somatina purpurascens
Somatina purpurascens är en fjärilsart som beskrevs av Moore 1887. Somatina purpurascens ingår i släktet Somatina och familjen mätare. Inga underarter finns listade i Catalogue of Life.